# Frans Van de Meulebroucke
Frans Van de Meulebroucke (18 juni 1930 - 30 januari 2001) was een Belgisch politicus voor CVP, die onder meer burgemeester van Zottegem was. Van De Meulebroucke was de eerste burgemeester van de fusiegemeente Zottegem. Hij bekleedde twee ambtstermijnen als burgemeester. Van 1970 tot 1976 leidde hij een coalitie van CVP en PVV; van 1977 tot 1982 stond hij aan het hoofd van een CVP-SP-gemeentebestuur. Hij lag aan de basis van de woonwijk Bijloke. In Zottegem werd de Frans Van de Meulebrouckestraat naar hem vernoemd.